# Trevor Brooking
Sir Trevor David Brooking (CBE) (født 2. oktober 1948 i London, England) er en tidligere engelsk fodboldspiller, der spillede som midtbanespiller. Han var på klubplan tilknyttet West Ham United, som han spillede for i hele 18 år, og opnåede 528 ligakampe for. Med West Ham var han med til at vinde FA Cuppen i både 1975 og 1980.
Brooking blev desuden noteret for 47 kampe og fem scoringer for Englands landshold. Han repræsenterede sit land ved EM i 1980 og VM i 1982.
Brooking var i 2003 endvidere kortvarigt manager for West Ham

## Titler
FA Cup
- 1975 og 1980 med West Ham United